# Список больших охотников проекта 122А
Большие охотники за подводными лодками проекта 122А — модификация проекта 122.
Корабли проекта 122А строились с 1940 по 1946 гг:
- в 1940—1943 гг. — I серия (на заводе № 340)
- в 1942—1946 гг. — II серия (на заводе № 402 и заводе № 199).

Всего было построено 38 кораблей этой модификации.

## Перечень кораблей
|             | Название                                                                                          | Заводской № | Закладка    | Спуск на воду         | Ввод в строй              | Примечание |
| Завод № 340 | Завод № 340                                                                                       | Завод № 340 | Завод № 340 | Завод № 340           | Завод № 340               | Завод № 340 |
| ----------- | ------------------------------------------------------------------------------------------------- | ----------- | ----------- | --------------------- | ------------------------- | --- |
| 1           | «Артиллерист» до 06.1941 — ОХТ-3, ПСКР «Алмаз» с 04.01.1945 — БО-101                              | 306         | 1939        | 21.04.1940            | 15.11.1941                | 09.1948 — исключен из состава ВМФ, передан Болгарии |
| 2           | «Минёр» до 06.1941 — ОХТ-4, ПСКР «Яхонт» с 04.01.1945 — БО-102                                    | 307         | 1939        | 1940                  | 15.11.1941                | |
| 3           | «Зенитчик» с 04.01.1945 — БО-104                                                                  | 345         | 1939        | 1941                  | 17.09.1942                | 10.1948 — исключен из состава ВМФ, передан Болгарии |
| 4           | «Боцман» с 04.01.1945 — БО-105                                                                    | 338         | 1940        | 1941                  | 17.09.1942                | |
| 5           | «Дальномерщик» с 04.01.1945 — БО-106                                                              | 337         | 15.10.1941  | 27.04.1942            | 25.11.1942                | |
| 6           | «Марсовый» с 04.01.1945 — БО-107                                                                  | 344         | 1940        | 1941                  | 04.07.1943                | 16.04.1951 — передан ДОСААФ 1969 — сдан на слом |
| 7           | «Прожекторист» с 04.01.1945 — БО-108                                                              | 354         | 1940        | 1941                  | 28.01.1945 или 28.02.1945 | |
| 8           | «Наводчик» с 04.01.1945 — БО-109                                                                  | 355         | 1940        | 1941                  | 13.08.1945 или 16.09.1945 | |
| 9           | «Огнемётчик» с 04.01.1945 — БО-110                                                                | 356         | 1940        | 1941                  | 13.08.1945                | |
| Завод № 402 |                                                                                                   |             |             |                       |                           | |
| 1           | «Штурман» с 04.01.1945 — БО-131                                                                   | 140         | 10.1941     | 25.09.1943            | 14.04.1944                | 16.10.1956 — исключен из состава ВМФ для демонтажа и реализации |
| 2           | «Рулевой» c 24.04.1944 — «Кировец» с 04.01.1945 — БО-132 с 27.12.1956 — МПК-132                   | 141         | 10.1941     | 5.10.1943             | 01.06.1944                | 28.01.1958 — исключен из состава ВМФ для демонтажа и реализации |
| 3           | «Механик» с 04.01.1945 — БО-133 с 27.12.1956 — МПК-133 с 25.11.1957 — УТС-52                      | 142         | 10.1941     | 25.05.1944            | 23.06.1944                | 06.10.1958 — исключен из состава ВМФ для демонтажа и реализации |
| 4           | «Машинист» с 04.01.1945 — БО-134                                                                  | 143         | 10.1941     | 26.05.1944            | 26.06.1944                | 01.08.1949 — исключен из состава ВМФ сер. 1950 — сдан для разоружения и реализации |
| 5           | «Моторист» с 04.01.1945 — БО-135                                                                  | 150         | весна 1942  | 19.08.1944            | 19.11.1944                | 01.08.1949 — исключен из состава ВМФ 07.03.1955 — передан ДОСААФ |
| 6           | «Турбинист» с 04.01.1945 — БО-136                                                                 | 151         | весна 1942  | 19.08.1944            | 19.11.1944                | 01.08.1949 — исключен из состава ВМФ 07.03.1955 — возвращен ВМФ 10.07.1956 — повторно исключен из состава ВМФ для демонтажа и реализации |
| 7           | «Электрик» с 04.01.1945 — БО-137 с 27.12.1956 — МПК-137 с 31.03.1958 — БРН-42                     | 152         | 1942        | 30.09.1944            | 20.11.1944                | 31.03.1958 — выведен из боевого состава, разоружен, переформирован в бранд-вахту 28.03.1961 — исключен из состава ВМФ для демонтажа и реализации |
| 8           | «Трюмный» с 04.01.1945 — БО-138 с 27.12.1956 — МПК-138 с 31.03.1958 — БРН-43                      | 153         | 1942        | 28.09.1944            | 20.11.1944                | 31.03.1958 — выведен из боевого состава, разоружен, переформирован в бранд-вахту 02.02.1959 — исключен из состава ВМФ для демонтажа и реализации |
| 9           | «Инженер» с 04.01.1945 — БО-139                                                                   | 154         | 25.02.1944  | 18.05.1945            | 24.06.1945                | 01.09.1955 — исключен из состава ВМФ для демонтажа и реализации |
| 10          | «Кочегар» с 04.01.1945 — БО-140 с 27.12.1956 — МПК-140 с 28.01.1958 — БРН-44 с 27.03.1965 — СМ-22 | 155         | 06.02.1944  | 21.05.1945            | 25.07.1945                | 28.01.1958 — выведен из боевого состава, разоружен, переформирован в бранд-вахту 18.01.1961 — исключен из состава ВМФ 30.06.1961 — превращен в СМ для обеспечения боевых стрельб 07.10.1969 — сдан для демонтажа и реализации                                 |
| 11          | «Лётчик» с 04.01.1945 — БО-141 с 27.12.1956 — МПК-141                                             | 156         | 15.01.1944  | 10.01.1945            | 16.06.1945                | 03.04.1958 — исключен из состава ВМФ для демонтажа и реализации |
| 12          | «Пилот» с 04.01.1945 — БО-142                                                                     | 157         | 21.12.1943  | 15.01.1945            | 18.06.1945                | 16.10.1956 — исключен из состава ВМФ для демонтажа и реализации |
| 13          | «Техник» с 04.01.1945 — БО-143 с 27.12.1956 — МПК-143                                             | 158         | 30.11.1944  | 8.10.1945             | 23.11.1946                | 03.04.1958 — исключен из состава ВМФ для демонтажа и реализации |
| 14          | «Стрелок» с 04.01.1945 — БО-144 с 27.12.1956 — МПК-144 с 28.01.1958 — БРН-45                      | 159         | 30.11.1944  | 13.10.1945            | 30.11.1946                | 28.01.1958 — выведен из боевого состава, разоружен, переформирован в бранд-вахту 28.02.1961 — исключен из состава ВМФ для демонтажа и реализации |
| 15          | «Химик» с 04.01.1945 — БО-145 с 27.12.1956 — МПК-145 с 28.01.1958 — БРН-46                        | 160         | 30.11.1944  | 12.06.1946            | 10.10.1946                | 28.01.1958 — выведен из боевого состава, разоружен, переформирован в бранд-вахту 28.06.1958 — исключен из состава ВМФ для демонтажа и реализации |
| 16          | «Строевой» с 04.01.1945 — БО-146                                                                  | 161         | 30.11.1944  | 18.06.1946            | 05.11.1946                | 20.12.1948 — исключен из состава ВМФ, передан в Минрыбпром в качестве судна рыболовного надзора |
| 17          | БО-147 с 25.11.1946 — БО-162                                                                      | 162         | 30.12.1944  | 08.1946               | 25.11.1946                | 17.03.1946 — исключен из состава ВМФ на этапе постройки, передан МПЧ 07.03.1955 — исключен из состава МПЧ, передан ДОСААФ |
| 18          | БО-148 с 07.04.1956 — МПК-148                                                                     | 163         | 30.12.1944  | 30.11.1945            | 12.08.1946                | 28.01.1958 — исключен из состава ВМФ для демонтажа и реализации |
| 19          | БО-149                                                                                            | 164         | 30.12.1944  | 28.09.1946            | 27.09.1947                | 31.12.1946 — исключен из состава ВМФ на этапе постройки 31.03.1947 — вновь принят в состав ВМФ 16.10.1956 — окончательно исключен из состава ВМФ для демонтажа и реализации                                                                                   |
| 20          | БО-150                                                                                            | 165         | 30.12.1944  | 21.05.1947            | 06.11.1947                | 20.12.1948 — исключен из состава ВМФ, передан в Минрыбпром в качестве судна рыболовного надзора |
| 21          | БО-151                                                                                            | 166         | 30.07.1945  | 21.06.1947            | 06.11.1947                | 16.10.1956 — исключен из состава ВМФ для демонтажа и реализации |
| 22          | БО-152 с 27.12.1956 — МПК-152                                                                     | 167         | 31.07.1945  | 22.07.1947            | 02.12.1947                | 03.04.1958 — исключен из состава ВМФ для демонтажа и реализации |
| 23          | БО-153 с 31.12.1946 — БО-168                                                                      | 168         | 31.07.1945  | 08.1947               | 1948                      | 23.07.1946 — снят со строительства 22.08.1946 — исключен из состава ВМФ 07.10.1946 — возобновление строительства, вторично зачислен в списки ВМФ 31.12.1946 — вновь исключен из состава ВМФ, передан МПЧ 07.03.1955 — исключен из состава МПЧ, передан ДОСААФ |
| Завод № 199 |                                                                                                   |             |             |                       |                           | |
| 1           | «Связист» с 04.01.1945 — БО-122                                                                   | 31          | 1943        | 08.01.1944 или в 1945 | 05.12.1945                | 18.03.1954 — исключен из состава ВМФ, передан КНР |
| 2           | «Сигнальщик» с 04.01.1945 — БО-123                                                                | 32          | 1943        | 25.01.1944 или в 1945 | 1946                      | 18.03.1954 — исключен из состава ВМФ, передан КНР |
| 3           | «Радист» с 04.01.1945 — БО-124                                                                    | 33          | 1943        | 24.03.1944 или в 1945 | 1946                      | 18.03.1954 — исключен из состава ВМФ, передан КНР |
| 4           | «Телеграфист» с 04.01.1945 — БО-125                                                               | 34          | 1943        | 1945                  | 05.12.1946                | 18.04.1954 — исключен из состава ВМФ, передан КНР |
| 5           | «Акустик» с 04.01.1945 — БО-126                                                                   | 35          | 1943        | 1945                  | 05.12.1946                | 18.04.1954 — исключен из состава ВМФ, передан КНР |
| 6           | «Гидроакустик» с 04.01.1945 — БО-127                                                              | 36          | 1943        | 1945                  | 05.12.1946                | |